# Stade Dino-Liotta
Le stade Dino-Liotta (en italien : Stadio Dino Liotta), également connu sous le nom de stade communal Dino-Liotta (en italien : Stadio comunale Dino Liotta), est un stade de football italien situé dans la ville de Licata, en Sicile.
Le stade, doté de 11 000 places, sert d'enceinte à domicile à l'équipe de football du Licata Calcio 1931.

## Histoire
Rénové en 1988 à l'occasion de la promotion de l'équipe de la ville de Licata Calcio en Serie B, il est situé près de l'embouchure du fleuve Salso, au sud de la ville.
Le 26 novembre 1989 et ce lors d'une rencontre entre Licata et le Torino, le toit d'une des tribunes s'effondre, provoquant la mort d'un jeune tifoso d'une vingtaine d'années, Franco Airò (une quinzaine d'autres personnes étant blessés).
Le terrain est équipé depuis 2006 d'une pelouse synthétique.
Une des particularités du stade est la présence d'un immeuble directement adjacent au stade (fermant un des virages).